# 安斯曼
安斯曼（法語：Insming，法語發音：[ɛ̃smɛ̃]）是法国摩泽尔省的一个市镇，属于萨尔堡-萨兰堡区。

## 地名
该地名“Insming”发音为[ɛ̃smɛ̃]，字母“s”发音，《世界地名翻译大辞典》与《世界地名译名词典》将其误译作“安曼”。

## 地理
安斯曼（48°57'22"N, 6°52'27"E）面积7.21 平方千米，位于法国大東部大區摩泽尔省，该省份为法国东北部内陆省份，是洛林的一部分，西南接默尔特-摩泽尔省，东临下莱茵省，北与卢森堡和德国接壤。
与安斯曼接壤的市镇（或旧市镇、城区）包括：阿尔贝斯特罗夫、日夫里库尔、卡珀尔坎热、内兰、雷南、维泰尔斯布尔。
安斯曼的时区为UTC+01:00、UTC+02:00（夏令时）。

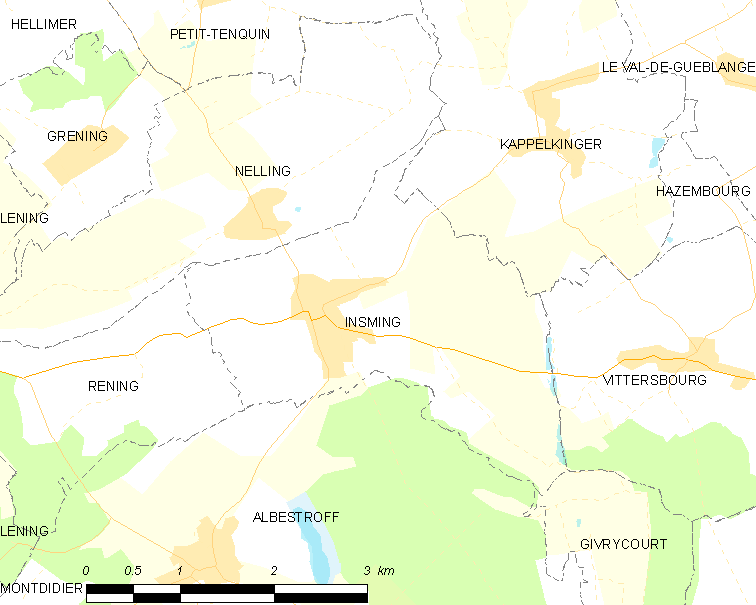
安斯曼的OSM定位图

## 行政
安斯曼的邮政编码为57670，INSEE市镇编码为57346。

## 政治
安斯曼所属的省级选区为索努瓦县。

## 人口

1962-2008年间安斯曼人口变化图示

安斯曼于2022年1月1日时的人口数量为601人。